# 1. česká fotbalová liga
1. česká fotbalová liga eller Fortuna:Liga är den högsta divisionen för fotboll i Tjeckien. Ligan startades år 1993, för säsongen 1993/1994. Tidigare spelade man i en serie för lag i hela Tjeckoslovakien, som existerade mellan 1918 och 1992, varefter staten delades i de båda staterna Tjeckien och Slovakien. 18 lag deltar i serien som oftast spelas från augusti till maj.

## Deltagande lag 2020/2021
Följande 18 klubbar deltar i ligan för säsongen 2020/2021.
| Klubb                      | Stadium                    | Kapacitet | Placering 2019/20 |
| -------------------------- | -------------------------- | --------- | ----------------- |
| 1. FC Slovácko             | Miroslava Valenty          | 8 000     | 9                 |
| 1. FK Příbram              | Na Litavce                 | 9 100     | 16                |
| AC Sparta Prag             | Generali Arena             | 18 944    | 3                 |
| Bohemians 1905             | Ďolíček                    | 5 000     | 8                 |
| FC Baník Ostrava           | Městský stadion            | 15 123    | 6                 |
| FC Fastav Zlín             | Letná Stadion              | 5 783     | 13                |
| FC Slovan Liberec          | Stadion u Nisy             | 9 900     | 5                 |
| FC Viktoria Plzeň          | Doosan Arena               | 11 700    | 2                 |
| FC Zbrojovka Brno          | Srbská                     | 10 200    | uppflyttad        |
| FK Jablonec                | Stadion Střelnice          | 6 108     | 4                 |
| FK Mladá Boleslav          | Lokotrans Aréna            | 5 000     | 10                |
| FK Pardubice               | Ďolíček                    | 5 000     | uppflyttad        |
| FK Teplice                 | Na Stínadlech              | 18 221    | 12                |
| MFK Karviná                | Městský stadion            | 4 833     | 14                |
| SFC Opava                  | Stadion v Městských sadech | 7 758     | 15                |
| SK Dynamo České Budějovice | Stadion Střelecký ostrov   | 6 681     | 7                 |
| SK Sigma Olomouc           | Andrův stadion             | 12 483    | 11                |
| SK Slavia Prag             | Sinobo Stadium             | 19 370    | 1                 |

## Mästerskap

### Segrare genom åren
| Säsong  | Mästare            | Andraplats     | Tredjeplats     |
| ------- | ------------------ | -------------- | --------------- |
| 1993/94 | Sparta Prag (1)    | Slavia Prag    | Baník Ostrava   |
| 1994/95 | Sparta Prag (2)    | Slavia Prag    | Boby Brno       |
| 1995/96 | Slavia Prag (1)    | Sigma Olomouc  | Baumit Jablonec |
| 1996/97 | Sparta Prag (3)    | Slavia Prag    | Baumit Jablonec |
| 1997/98 | Sparta Prag (4)    | Slavia Prag    | Sigma Olomouc   |
| 1998/99 | Sparta Prag (5)    | Teplice        | Slavia Prag     |
| 1999/00 | Sparta Prag (6)    | Slavia Prag    | Drnovice        |
| 2000/01 | Sparta Prag (7)    | Slavia Prag    | Sigma Olomouc   |
| 2001/02 | Slovan Liberec (1) | Sparta Prag    | Viktoria Žižkov |
| 2002/03 | Sparta Prag (8)    | Slavia Prag    | Viktoria Žižkov |
| 2003/04 | Baník Ostrava (1)  | Sparta Prag    | Sigma Olomouc   |
| 2004/05 | Sparta Prag (9)    | Slavia Prag    | Teplice         |
| 2005/06 | Slovan Liberec (2) | Mladá Boleslav | Slavia Prag     |
| 2006/07 | Sparta Prag (10)   | Slavia Prag    | Mladá Boleslav  |
| 2007/08 | Slavia Prag (2)    | Sparta Prag    | Baník Ostrava   |
| 2008/09 | Slavia Prag (3)    | Sparta Prag    | Slovan Liberec  |
| 2009/10 | Sparta Prag (11)   | Jablonec       | Baník Ostrava   |
| 2010/11 | Viktoria Plzeň (1) | Sparta Prag    | Jablonec        |
| 2011/12 | Slovan Liberec (3) | Sparta Prag    | Viktoria Plzeň  |
| 2012/13 | Viktoria Plzeň (2) | Sparta Prag    | Slovan Liberec  |
| 2013/14 | Sparta Prag (12)   | Viktoria Plzeň | Mladá Boleslav  |
| 2014/15 | Viktoria Plzeň (3) | Sparta Prag    | Jablonec        |
| 2015/16 | Viktoria Plzeň (4) | Sparta Prag    | Slovan Liberec  |
| 2016/17 | Slavia Prag (4)    | Viktoria Plzeň | Sparta Prag     |
| 2017/18 | Viktoria Plzeň (5) | Slavia Prag    | Jablonec        |
| 2018/19 | Slavia Prag (5)    | Viktoria Plzeň | Sparta Prag     |
| 2019/20 | Slavia Prag (6)    | Viktoria Plzeň | Sparta Prag     |

### Mästare efter region
Följande tabell visar antalet titlar efter vilken region klubben tillhör.
| Region           | Titlar | Klubb                             |
| ---------------- | ------ | --------------------------------- |
| Prag             | 18     | Sparta Prag (12), Slavia Prag (6) |
| Plzeň            | 5      | Viktoria Plzeň (5)                |
| Liberec          | 3      | Slovan Liberec (3)                |
| Mähren-Schlesien | 1      | Baník Ostrava (1)                 |